# José Rolón
José Rolón (født 22. juni 1876 i Jalisco – død 3. februar 1945 i Mexico City, Mexico) var en mexicansk komponist og lærer.
Rolón studerede i Paris hos Nadia Boulanger og Paul Dukas.
Han har skrevet en symfoni, en klaverkoncert, 2 strygerkvartetter, symfoniske digtninge og klaverstykker, etc.
Rolón oprettede en musikskole i byen Guadallajara, og var rektor på Mexico City´s Nationale Musikkonservatorium. Han har undervist mange af Mexico´s komponister gennem tiden.

## Udvalgte værker
- Symfoni i e-mol (1923) - for orkester
- "Koncertoverture" (1920)  – for orkester
- Klaverkoncert (1935) - for klaver og orkester
- "Cuauhtémoc" – (1929) (Episk symfonisk digtning) - for kor og orkester
- "Zapotlán 1895" – (1929) (Symfonisk suite) - for orkester
- "Dværgenes fest" (1925) (Symfonisk Scherzo)  - for orkester